# Таон ди Ревель, Джузеппе Алессандро
Джузеппе Алессандро Таон ди Ревель (Джузеппе Алессандро Таон, маркиз ди Ревель, граф ди Сан Андреа; итал. Giuseppe Thaon di Revel di Sant'Andrea, итал. Giuseppe Alessandro Thaon, marchese di Revel, conte di Sant’Andrea; 8 октября 1756 года, Ницца — 20 июля 1820 года, Турин) — государственный и военный деятель Сардинского королевства. Первый главнокомандующий карабинерами. Генерал армейского корпуса. Представитель дворянского рода Таон ди Ревель.

## Биография
С 16 октября 1772 года — лейтенант полка провинции Ницца.
С 17 апреля 1775 года — капитан-лейтенант, а с 29 марта 1777 года — капитан.
С 19 марта 1787 года — майор полка «Суза», а с 11 марта 1793 года — подполковник, с 10 июля 1794 года — полковник.
С 13 марта 1796 года — бригадный генерал пехоты. В 1797 году, во время восстания, военный начальник Турина.
С 28 ноября 1799 года — генерал-майор пехоты. В 1803 году — военный начальник Кальяри. С 23 января 1808 года — губернатор Сассари.
В 1812 году — генерал-лейтенант пехоты и генерал армейского корпуса пехоты.
С 28 июня 1814 года — губернатор города, крепости и провинции Турина.
13 июля 1814 года был создан Корпус карабинеров, а 3 августа 1814 года он был назначен первым главнокомандующим карабинерами.
С 23 декабря 1814 года — главный инспектор Вооружённых сил Сардинского Королевства.

## Награды
- Высший орден Святого Благовещения (2 ноября 1815 года)[2][3].